# Werner Kollath
Werner Georg Kollath (* 11. Juni 1892 in Gollnow (Pommern); † 19. November 1970 in Porza (Lugano)) war ein deutscher Bakteriologe und Hygieniker. In der Zeit des Nationalsozialismus trug er als Hochschullehrer und Lehrbuchautor zur Popularisierung der Rassenhygiene bei. Kollath forschte und publizierte auch zu Fragen der Ernährung. Er prägte den Begriff „Vollwert der Nahrung“ und gilt als ein Pionier der Vollwerternährung.

## Leben
Werner Kollath wurde am 11. Juni 1892 in Gollnow als Sohn des praktischen Arztes Georg Kollath geboren. Er ging in Gollnow und in Stettin zur Schule und legte im Herbst 1911 die Reifeprüfung ab.

### Studium, Militärdienst, an der Universität Breslau
Kollath studierte Medizin in Leipzig, Freiburg im Breisgau, Berlin und Kiel. Als Student wurde er Mitglied im Verein Deutscher Studenten. Während des Ersten Weltkrieges, zu dem er sich als Kriegsfreiwilliger meldete, diente er als Feldunterarzt. Nach dem Krieg setzte er sein Studium in Marburg fort. Er wurde dort 1920 promoviert und erhielt seine Approbation zum Arzt.
1923 wurde Kollath wissenschaftlicher Assistent bei Richard Pfeiffer am Hygiene-Institut der Universität Breslau. 1926 erfolgte die Habilitation für das Fach Hygiene und Bakteriologie mit einer Arbeit zum Thema „Vitaminsubstanz oder Vitaminwirkung? Eine Studie über Zusammenhänge zwischen Mineral- und Sauerstoffwechsel, Phosphatiden und ultraviolettem Licht, geprüft an den Wachstumsbedingungen des Influenzabazillus (Bazillus Pfeiffer)“.
Wissenschaftliche Arbeiten veröffentlichte Kollath in dieser Zeit hauptsächlich im Zentralblatt für Bakteriologie. Ab 1929 bekam er Publikationszugang zum angeseheneren Archiv für experimentelle Pathologie und Pharmakologie. Als erstes erschien dort ein Aufsatz „über die Gruppe der wasserlöslichen Vitamine und ihre Beziehungen zueinander“.
1932 ernannte die Uni Breslau Kollath zum außerordentlichen Professor. Im Herbst 1933 wurde er stellvertretender Direktor des Hygiene-Instituts. Im Dezember 1934 folgte dort die Ernennung zum Oberassistent.

### Karriere im NS-Staat
Kollath trat zum 1. Mai 1933 in die NSDAP ein (Mitgliedsnummer 3.522.586). Er war Förderndes Mitglied der SS. Ab Oktober 1933 gehörte er dem Nationalsozialistischen Lehrerbund (NSLB), dem NS-Dozentenbund, der Nationalsozialistischen Volkswohlfahrt (NSV) und dem Reichsluftschutzbund an.
1935 folgte er einem Ruf an die Universität Rostock auf den freiwerdenden Lehrstuhl für Hygiene und Bakteriologie. Der Dekan der Universität Rostock bewertete Kollath als „eine der größten Begabungen des Nachwuches“. Weil er sich aber erst 1933, nach der Machtübernahme, zum Nationalsozialismus „bekannt hat“, galt Kollath noch nicht als „verdienter Kämpfer“ der Partei. Im Rahmen der üblichen Erkundigungen über die politische Eignung von Beamten bestätigte die Hochschulkommission der NSDAP, dass Kollath seinen zwei Mitbewerbern „weltanschaulich (…) nicht an die Seite zu stellen“ sei, deswegen aber „keineswegs eine absolute Ablehnung erfahren müsste“. So wurde Kollath im April 1935 zum ordentlichen Professor in Rostock ernannt. Gleichzeitig wurde er Direktor des Landesuntersuchungsamtes in Rostock. Kollaths Vorlesungen im Wintersemester 1935 umfassten allgemeine Hygiene und Staatsmedizin, darüber hinaus eine „Anleitung zum wissenschaftlichen Arbeiten auf dem Gebiete der Hygiene, einschl. Rassenhygiene, Sozialhygiene, Mikrobiologie und Immunitätslehre“. Er bekannte sich ausdrücklich zur Neuen Deutschen Heilkunde.
Obwohl Kollaths Mitarbeiter, Medizinalrat Friedrich Winkler, regelmäßig Vorlesungen über Erb- und Rassenfragen hielt, beantragte Kollath im Sommer 1936, ein „Gemeinschaftskolleg über Erbfragen“ zu veranstalten, was ihm auch genehmigt wurde. Daraufhin übernahm er im Wintersemester 1936 die „Gemeinschaftsvorlesung über Erb- und Rassenfragen für Mediziner“. Im Rahmen der Vorlesung referierte er über die „Nationalsozialistische Rassengesetzgebung“ und über die „Ursachen der Rassenverschlechterung“. Aufgrund seines Einsatzes für die Rassenhygiene wurde Kollath vom Landesgerichtspräsident für die Zeit August 1936 bis Ende 1937 zum ersten stellvertretenden medizinischen Beisitzer im Erbgesundheitsgericht Rostock bestellt. Zwischen August und November 1936 nahm Kollath an zwei Sitzungen des Erbgesundheitsgerichts teil. Danach bat er darum, aus zeitlichen Gründen von dieser Verpflichtung entbunden zu werden.
In seiner Universitätsrede „Von den Aufgaben der hygienischen Wissenschaft im 3. Reich“ forderte Kollath am 30. Januar 1937, dass die Anwendung der Forschung „für die Erhaltung des Volkes politisch“ erfolgen soll. Er lobte den „biologisch orientierten Staat“, der die Durchführung der Zwangssterilisierung gesetzlich festgelegt habe. Im Mai 1937 wurde Kollath für eine Amtszeit Dekan der Medizinischen Fakultät der Universität Rostock. In dieser Zeit setzte er sich erfolgreich für die Berufung von Hermann Boehm auf den Rostocker Lehrstuhl für Erbbiologie und Rassenhygiene ein.

1937 publizierte Kollath ein Lehrbuch für Hygiene unter dem Titel Grundlagen, Methoden und Ziele der Hygiene. Darin systematisiert er die Hygiene nach  „naturwissenschaftlichen Grundlagen“, „kulturellen Grundlagen“ und den sich daraus ergebenden „hygienischen Aufgaben“. Er erklärt „die Erhaltung der Arten auf Kosten des Einzelnen“ zum „ersten Naturgesetz“ und bezeichnet die „Erhaltung minderwertiger Individuen“ als „Gefahr der Hygiene“.

„Die Schwierigkeiten auf hygienischem Gebiet lagen bisher darin, dass eine ausreichende Gesetzgebung, die z. B. die Ausschaltung Minderwertiger von der Fortpflanzung ermöglichte, in der Vergangenheit nicht bestanden hat.“

 Im Begleittext bemüht er die „psychische Hygiene“ als Methode, um die Menschen davon zu überzeugen, das Volksganze höher zu bewerten als den Einzelnen. Kollath bewertet es als „Humanität in falscher Auslegung“, dass der „Minderwertige“ in der Vergangenheit „höhere Ansprüche auf die Unterstützung durch die Allgemeinheit als der Gesunde“ hatte. Zugleich lobt er die nationalsozialistische Gesetzgebung: 

„Eine höhere und edlere Form der Humanität ist erst durch die nationalsozialistische Gesetzgebung in Deutschland eingeführt durch die Sterilisationsgesetze.“

 Dieser Haltung entsprechend, richtet Kollat sein „System der Hygiene“ so aus, dass alles auf die „Rassenhygiene, (…) diesem wesentlichen Ziel unserer Bevölkerungspolitik“ hinweist. In dem Kapitel über den Bevölkerungsaufbau referiert er über „positive und negative Auslese“. Auch hier setzt er sich für die „Ausschaltung Minderwertiger von der Fortpflanzung“ ein, was er als „vorbeugende Medizin“ bezeichnet. Er verweist auf die Aufgabe der Erbgesundheitsgerichte, den bindenden Charakter ihrer Beschlüsse, die unter Zwang umgesetzt werden könnten, und darauf, dass Schwangerschaftsunterbrechungen „nur“ aus eugenischer Indikation erlaubt sind. Kollaths Hygienelehrbuch fand im Dritten Reich, wohl auch wegen der Ausführungen zur Rassenhygiene, die Zustimmung von Seiten der Behörden. Die Reichsstelle zur Förderung des deutschen Schrifttums wählte es zu einem der „100 besten deutschen Bücher des Jahres 1936/37“ und die Nordische Gesellschaft stellte es im Rahmen ihrer „Reichstagung“ aus.
1942 publizierte Kollath sein Hauptwerk Die Ordnung unserer Nahrung. Dieses Veröffentlichungsdatum deutet darauf hin, dass das Buch vom NS-Staat als ein „kriegswichtiges Buch“ angesehen wurde. In Die Ordnung unserer Nahrung verwendete Kollath den Begriff Vollwertkost. Vollwertkost steht für eine Kost, die „alles enthält, was der Organismus zu seiner Erhaltung und zur Erhaltung der Art benötigt“. Was das Ernährungskonzept selbst anbelangt, griff er vor allem auf die Veröffentlichungen Bircher-Benners zurück.
Kollaths Engagement für den Nationalsozialismus hielt bis zum Frühjahr 1945 an. Vor der Kapitulation beteiligte er sich an Übungen des Volkssturms.
Ein Teil seiner Aufzeichnungen – was insbesondere seine medizinischen Untersuchungen anbelangt – soll in Folge von Kriegshandlungen verloren gegangen sein.

### Nach dem Zweiten Weltkrieg
Rostock gehörte zur Sowjetischen Besatzungszone. Aufgrund des Runderlasses vom Präsidenten des Landes Mecklenburg-Vorpommern zur Bereinigung der Verwaltung vom 30. August 1945 wurde Kollath wegen seiner NSDAP-Mitgliedschaft im Oktober 1945 als Universitätsprofessor und Direktor des Hygieneinstituts entlassen. Als Direktor des mecklenburgischen Medizinaluntersuchungsamtes blieb er hingegen bis August 1946 im Amt. Zum „Bewährungseinsatz“ war er ab August 1945 Seuchenkommissar und später Oberseuchenkommissar für die Kreise Rostock, Wismar und Güstrow.
Kollath widersprach den Entlassungen mit der Behauptung, er sei kein „aktiver Faschist“ gewesen, sondern habe im Gegenteil sogar entgegengesetzte Auffassungen vertreten. Im Winter 1945 forderte ihn der Präsident des Landes Mecklenburg-Vorpommern zur Stellungnahme auf, weil ihm mitgeteilt worden war, dass Kollath förderndes Mitglied der SS gewesen ist. Kollath rechtfertigte seine SS-Mitgliedschaft damit, dass er sich wegen seiner projüdischen Einstellung hätte rehabilitieren müssen. Er wäre sonst nicht in die NSDAP aufgenommen worden und „seine gesamte spätere wissenschaftliche Arbeit“ wäre so unmöglich geworden. Belege für diese Argumentation blieb Kollath schuldig. Im Februar 1946 unterstützte der Rektor der Universität Rostock Kollaths Bitte um Druckerlaubnis der Werke Lehrbuch der Hygiene und Der Vollwert der Nahrung. Aus „politischen, menschlichen und wissenschaftlichen Gründen“ bestünden keine Bedenken und sogar russische Ärzte hätten die Absicht, das Lehrbuch ins Russische zu übersetzen. Am 1. Juni 1946 erhielt Kollath vom SED-Ortsverband Rostock eine Bescheinigung, dass er „nur nominelles Mitglied der NSDAP“ gewesen sei und bereits im Dezember 1945 einen Aufnahmeantrag für die KPD gestellt habe. Er sei „als Parteianwärter in die SED aufgenommen“ worden. Diese Bescheinigung und die positive Einstellung des Rektors verbesserten zunächst Kollaths Chancen auf den Lehrstuhl für Hygiene an der Universität Rostock. Sowohl der Rektor als auch der Dekan der Medizinischen Fakultät unterstützten seine Berufung. Allerdings kam im Sommer 1946 der Landamtsarzt von Mecklenburg-Vorpommern, Redetzky, zum Urteil, dass Kollath „als unverträglich gelten“ müsse. Er kritisierte, dass Kollath nach Ablauf der Fristen noch immer keine Stellungnahme zu den gegen ihn gerichteten Vorwürfen eingereicht hatte. Das in Kollath zunächst „gesetzte große Vertrauen“ sei nun nicht mehr gerechtfertigt. Kollath habe während der Bewährungszeit als Seuchenkommissar „nicht die Leistungen aufzuweisen, die man von einem ordentlichen Professor der Hygiene verlangen muss“. Die „Bearbeitung seiner ganzen Nebeneinnahmen“ habe gezeigt, „wie merkantil und egoistisch er eingestellt ist“. Es folgte Kollaths Entlassung als Direktor des mecklenburgischen Medizinaluntersuchungsamtes mit sofortiger Wirkung.
Kollath untersuchte die Wirkung seiner Ernährungsvorschläge und dokumentierte die Ergebnisse entsprechend. So will er 1945/1946 deutliche Verbesserungen beim Verlauf von Infektionskrankheiten an den 350 Patienten eines Stadtkrankenhauses in Mecklenburg festgestellt haben.
Im November 1946 wurde Kollaths Antrag auf Niederlassung als „Facharzt für Hygiene- und Gesundheitsberatung“ abgelehnt, weil eine derartige Disziplin „bisher nicht als Fachgebiet anerkannt“ sei und „aufgrund politischer Belastung“. Nachdem er Anfang 1947 auch seine Anstellung als Direktor des Gesundheitsamtes verloren hatte, verließ das Ehepaar Kollath im März 1947 heimlich die Sowjetische Besatzungszone und siedelte nach Hannover über. Dort arbeitete Kollath als Lebensmittelchemiker und Berater für den Keksfabrikanten Bahlsen. Für Bahlsen hatte er im Zweiten Weltkrieg „Flieger-Abwurfnahrung“ geprüft.
In der Nachkriegszeit entfernte Kollath nahezu alle nationalsozialistischen Bezüge aus seinen Werken und sorgte für eine baldige Neuveröffentlichung. 1948 erschien die zweite, veränderte Auflage des Hygiene-Lehrbuchs. Jörg Melzer, Autor einer als Buch veröffentlichten Dissertation, die die Geschichte der Vollwerternährung erforschte, stellte hierzu fest: „Er tauscht die Rassenhygiene gegen Sozialhygiene, Goebbels gegen Goethe und streicht z. B. die Passagen über Hitler, über Auslese, Erbmasse und Zwangssterilisation.“
1948 erhielt Kollath den Entnazifizierungsbescheid (zunächst: Kategorie IV, nach Kollaths Einspruch: Kategorie V) und forschte von September 1948 bis Februar 1949 am Pathologischen Institut in Stockholm. 1950 veröffentlichte er das Buch Der Vollwert der Nahrung und seine Bedeutung für Wachstum und Zellersatz. Kollath spricht darin von einer „Vollwertlehre“. Er setzte sich auch nach 1950 für die Popularisierung der Vollwerternährung ein und arbeitete unter anderem am ersten Gesundheits-Brockhaus mit. Ab 1951 ließ er das so genannte „Kollath-Frühstück“, das im Wesentlichen aus Frischkornbrei bestand, über Reformhäuser vertreiben. Daneben ließ er auf Grundlage seiner Ernährungsforschung Tierfutter und Probiotika herstellen und vertreiben.
Während einer privaten Reise durch Chile wurde ihm eine Forschungsstelle für Hygiene an der Medizinischen Fakultät in Santiago de Chile angeboten, die Kollath aber ablehnte. Im April 1952 wurde er rückwirkend zum April 1951 in den vorzeitigen Ruhestand versetzt und erhielt so wieder Dienstbezüge. Grundlage war angeblich ein amtsärztliches Gutachten. Von 1952 bis 1956 widmete sich Kollath Tierversuchen an der Uni München, um seine Hypothesen zur Mesotrophie durch nicht vollwertige Ernährung zu belegen.
Kollath war von 1956 bis 1970 Mitglied im wissenschaftlichen Beirat der Internationalen Gesellschaft für Nahrungs- und Vitalstoff-Forschung (IVG) und ab 1964 Mitglied im wissenschaftlichen Beirat des Arbeitskreises Gesundheitskunde.

### Kollath als Maler und Grafiker
Werner Kollath war neben seiner beruflichen Tätigkeit als nebenamtlicher Maler und Grafiker tätig und dazu ab 1940 Mitglied der Reichskulturkammer. Das Städtische Kunst- und Altertumsmuseum Rostock widmete ihm 1940 eine Ausstellung. 1942 gab er eine Mappe mit Lithographien und Steinzeichnungen heraus: Aus Rostocks schwersten Tagen. Auf zehn Blättern thematisierte er die Zerstörungen Rostocks, die durch die Fliegerangriffe im April 1942 verursacht wurden. Kollath war mit drei Werken vertreten auf der vom Kulturbund veranstalteten „Jahresschau 1945 der Kunstschaffenden aus Mecklenburg-Vorpommern“ im Landesmuseum Schwerin.

## Die Theorie zur „Ordnung unserer Nahrung“
Nach Kollaths Theorie enthielten nur möglichst unbehandelte Lebensmittel genügend essentielle Inhaltsstoffe, die er „Auxone“ nannte. Diese „Auxone“ waren Kollath zufolge für die Zellteilung wichtig. Durch ihr Fehlen in der Ernährung könnte „Mesotrophie“ hervorgerufen werden – eine Mangelernährung, die zu chronischen Erkrankungen führe. Dem „Kalorienwert“ stellte er den „Frischwert“ gegenüber; die Nahrungsenergie sei der „Teilwert“, die Frische dagegen der „Vollwert“ der Nahrung. Gekochte Kost war seiner Auffassung nach grundsätzlich nur „teilwertig“. Kollath unterteilte die Nahrung in zwei große Gruppen: die „Lebensmittel“ und die „Nahrungsmittel“. Ein „Lebensmittel“ ist Kollath zufolge „lebende Kost“, die sogenannte „Fermente“ enthalte. Ein „Nahrungsmittel“ sei dagegen „tote Nahrung“, „in der diese Fermente – meist durch Erhitzung – vernichtet sind“. Kollath zufolge,  können „‚Lebensmittel‘ mit sehr viel Wahrscheinlichkeit und Recht den Anspruch erheben“, „‚Mittel zur Erhaltung des Lebens‘ zu sein“. „Nahrungsmittel“ dienten hingegen „in erster Linie der Sättigung, also der Beseitigung des Hungers“. Den Nahrungsmitteln fehlten „nicht nur die Eigenfermente, sondern auch die natürlichen Aromastoffe mit ihren Sofortwirkungen bei der Nahrungsaufnahme“. Beide Gruppen unterteilte er in jeweils drei „Wertgruppen“:
- Lebensmittel:
  - natürlich
  - mechanisch verändert
  - fermentativ verändert

- Nahrungsmittel:
  - erhitzt
  - konserviert
  - präpariert

Alle sechs so von Kollath postulierten „Wertgruppen“, später als „Wertstufen“ rezipiert, enthalten Nahrung sowohl pflanzlichen als auch tierischen Ursprungs, außerdem Getränke. Je geringer der Grad der Verarbeitung, desto höher galt der Wert der Nahrung. Pflanzliche Nahrung wird von ihm grundsätzlich höher bewertet als tierische, Rohkost höher als verarbeitete Nahrung. Den höchsten Wert ordnete Kollath den „natürlichen Lebensmitteln“ zu. Diese Wertstufe umfasst diverse Nüsse, Ölfrüchte, Getreidearten, Gemüsefrüchte, Obst, Gemüse und „Würzkräuter“, aber auch Honig, Rohmilch, Muttermilch, rohe Eier, „Naturquellwasser“ bzw. Mineralwasser von der Quelle.
Auf dieser Theorie beruhen sein „Vollwertbegriff“ und zahlreiche Begründungen für die Vollwertkost.

## Wirkung und Rezeption
Kollath schrieb 326 Fachpublikationen, darunter 28 Bücher. Sein 1942 erstmals veröffentlichtes Hauptwerk Die Ordnung unserer Nahrung gilt als Grundlage der Vollwerternährung. 2005 erschien mit der 17. die bislang jüngste Auflage des Buches. Die „wissenschaftliche Autobiographie“ Zur Einheit der Heilkunde, die mit einer Lobpreisung Adolf Hitlers abschloss, veröffentlichte Kollath ebenfalls erstmals 1942. Sie wurde zuletzt 1988 neu aufgelegt. Nach Auffassung des Medizinhistorikers Robert Jütte merke man auch dieser „durchgesehenen“, gesäuberten Neuauflage die Gesinnung des Verfassers noch an.
Anerkennung fand Kollath für seine Arbeiten zur Ernährung in den 1950er und 1960er Jahren vor allem von der Internationalen Gesellschaft für Nahrungs- und Vitalstoff-Forschung (IVG), dem Weltbund zum Schutz des Lebens, dem 1964 gegründeten Arbeitskreis Gesundheitskunde und von Alternativmedizinern. Sowohl Max Otto Bruker als auch Johann Georg Schnitzer gaben Kollath als Inspirationsquelle für ihre Ernährungskonzepte an. 1982 berichtete das Nachrichtenmagazin Der Spiegel in einem Artikel kritisch über verschiedene kommerzielle Anbieter aus dem Bereich der Naturheilkunde und Reformkost, die sich in ihren Angeboten auf die Ideen Kollaths beriefen. Auf „Vortragsreisen im Dienst der Reformhaus-Branche“ hätte Kollath einst dafür gesorgt, dass sich der „Glaube an die geheimnisvollen ‚Vital- und Aufbaustoffe‘“ weit verbreitete und zur „Basis für blühende Geschäfte“ werden konnte. Die Mesotrophie-These hätte nicht nur das Gesundheitsimage der Reformhauskost untermauert, sondern auch „Wohlstand für Kollath und seine Jünger“ gebracht.
Gegen Kollaths Theorien und Versuchsmethoden wurden schon in den 1950er Jahren von mehreren Fachkollegen und der Deutschen Gesellschaft für Physiologische Chemie Einwände erhoben. So wurde zum Beispiel bestritten, dass das von Kollath beschriebene Zustandsbild der „Mesotrophie“ ein spezifisches Krankheitsbild ist. Es entstehe vielmehr infolge unzureichender Zufuhr verschiedener Nährstoffe und sei in keiner Weise ein Modell für die „Zivilisationskrankheiten“ des Menschen. Die Kritik kam auch von Forschern und Forschungsinstituten, auf die sich Kollath noch 1954 als Unterstützung seiner Auffassungen berufen hatte. So kritisierte zum Beispiel der schwedische Arzt Torsten Gillnäs, dass „die von Kollath sowohl früher wie in Stockholm benutzte Grunddiät für derartige Versuche nicht geeignet ist“. Kollaths Versuche seien in Stockholm nicht bestätigt worden und die verwendete Kost habe „vermutlich gewisse Vitamine als Beimischung in unbekannten Quantitäten enthalten“. Der deutsche Oberfeldarzt W. Grab meinte 1952, „dass man Casein für Vitaminversuche sehr sorgfältig reinigen muss“, sei „in der Vitaminforschung allgemein bekannt, da Spuren zurückgelassener Vitamine die Versuchsergebnisse ändern können“. Für die Existenz von „Auxonen“ fehle jeder Beweis.
Der Begriff „Auxone“ hat sich auch später nicht durchgesetzt. Nach aktuellem Wissensstand erfasst er ungefähr eine Kombination von B-Vitaminen (mit Ausnahme von Thiamin), sekundären Pflanzenstoffen und einigen Spurenelementen.
Nach Meinung der Ernährungswissenschaftler Claus Leitzmann und Bernhard Watzl beeinträchtigen „die aus heutiger Sicht nicht zutreffenden Schlußfolgerungen aus den Mesotrophieversuchen Kollaths“ „keineswegs die richtungsweisenden Ergebnisse und die ernährungsphysiologischen Bedeutungen seiner anderen umfangreichen Arbeiten“. Die beiden Protagonisten der Vollwert-Ernährung beziehen sich damit auf Kollaths „Ordnung der Nahrung“ und seine Betonung der ernährungsphysiologischen Bedeutung des Getreides für den Menschen. Darin komme überzeugend zum Ausdruck, „dass natürliche Beschaffenheit und Ganzheit der Nahrung den Organismus am ehesten in die Lage versetzen, Zellteilung und Wachstum über die gesamte Lebensdauer kontinuierlich und optimal aufrechtzuerhalten“. Eine Unterscheidung in „lebendige“ Lebensmittel und „tote“ Nahrungsmittel bewertet Leitzmann dennoch als „wissenschaftlich nicht haltbar, denn verschiedene Lebensmittel (z. B. Hülsenfrüchte) werden erst durch Erhitzen verzehrsfähig“.
Der Lebensmittelchemiker Udo Pollmer und die Biologin Susanne Warmuth thematisierten dagegen Widersprüche in Kollaths „Ordnung der Nahrung“. Seine Zuordnung der Nahrung zu den Wertstufen sei gelegentlich nicht nachvollziehbar. Zum Beispiel werde hitzebehandeltes Muskelfleisch mit der Wertstufe 4 versehen, Innereien würden dagegen zu den isolierten Substanzen mit der Wertstufe 6 sortiert. Blanchierte Hülsenfrüchte werde Wertstufe 1 („natürliche Lebensmittel“) zugeordnet, Fruchtsäfte würden jedoch in die Wertstufe 4 („erhitzte Nahrungsmittel“) sortiert. Früchtetee gelte als „unerhitzt“, Malzkaffee dagegen als „erhitzt“. Muscheln würden als „mechanisch verändert“ eingestuft. Pollmer verwies zudem darauf, dass das Vollwertkost-Konzept von Kollath lediglich mit fragwürdigen Tierversuchen an Ratten begründet wurde, und kritisierte diese Methodik. Aus heutiger Sicht lasse sich aus Kollaths Versuchen nur eine „Conclusio“ mit Sicherheit ableiten: „Die klassischen Experimente der Vitaminforschung bedürfen dringend einer Überprüfung mit modernen Methoden.“

## Erkenntnisstand zu den gesundheitlichen Aspekten der Nahrungsverarbeitung
Schon zu Kollaths Lebzeiten gab es bereits hygienische und ernährungsphysiologische Gründe für die Nahrungsverarbeitung. Rohkost kann im Vergleich zu gegarter Kost zu einer unvollständigeren Verdauung führen, was die Aufnahme von Vitaminen und Spurenelementen verschlechtert sowie Mangelerkrankungen und Blähungen begünstigt. Einige pflanzliche Fraßgifte wie die in Hülsenfrüchten vorkommenden Phasine und die cyanogenen Glykoside werden erst durch Hitzeeinwirkung weitgehend zerstört. Beim Keimvorgang wird nur ein Teil des Phasingehalts abgebaut. Die Zellmembrane werden durch Erhitzen vollständiger aufgebrochen, wodurch mehr Nährstoffe zur Verfügung stehen.

## Auszeichnungen
- 1957: Goldene Bircher-Benner-Medaille der Internationalen Gesellschaft für Nahrungs- und Vitalstoff-Forschung (IVG)[20]
- 1966: Hufeland-Medaille des Zentralverbandes der Ärzte für Naturheilkunde[20]

## Schriften
- Vitaminsubstanz oder Vitaminwirkung? Eine Studie über Zusammenhänge zwischen Mineral- und Sauerstoff-Stoffwechsel, Phosphatiden und ultraviolettem Licht, geprüft an den Wachstumsbedingungen des Influenzabazillus (Bazillus Pfeiffer), in: Zentralblatt für Bakteriologie, Parasitenkunde und Infektionskrankheiten 100, 1926, 97–145.
- Grundlagen, Methoden und Ziele der Hygiene. Eine Einführung für Mediziner und Naturwissenschaftler, Volkswirtschaftler und Techniker, Leipzig 1937.
- Zur Einheit der Heilkunde, Stuttgart 1942 (Autobiographie).
- Die Ordnung unserer Nahrung. Grundlagen einer dauerhaften Ernährungslehre, Stuttgart 1942.
- Lehrbuch der Hygiene, 2 Bde., Stuttgart 1949.
- Der Vollwert der Nahrung und seine Bedeutung für Wachstum und Zellersatz. Experimentelle Grundlagen, Stuttgart 1950.
- Getreide und Mensch – eine Lebensgemeinschaft, Bad Homburg v. d. H. 1964

## Kollath-Stiftung
1981 gründete die Witwe Elisabeth Kollath die Werner-und-Elisabeth-Kollath-Stiftung. Als Stiftungszweck wurde „die Förderung wissenschaftlicher Arbeiten im Bereich der ganzheitlich orientierten Ernährungs- und Gesundheitsforschung“ festgelegt. Die Stiftung hat es sich zur Aufgabe gemacht, Werner-Kollath-Tagungen durchzuführen, „um das wissenschaftliche Vermächtnis von Prof. Dr. med. Werner Kollath zu erhalten, zu pflegen und weiterzuentwickeln“. Junge Wissenschaftler sollen mit Forschungsstipendien gefördert werden. Mit der Verleihung des Werner-Kollath-Preises sollen „besondere Leistungen von NachwuchswissenschaftlerInnen im Bereiche der Naturheilkunde und Ernährungsmedizin anerkannt werden“. 1998 wurde so eine Dissertation zum Thema Klassisch-homöopathische Behandlung männlicher Fertilitätsstörungen ausgezeichnet. 2004 ging der Preis an Jörg Melzer für dessen Dissertation Vollwerternährung zwischen Diätetik, Nationalsozialismus und sozialem Anspruch. Im Rahmen der Arbeit erforschte und beschrieb der Autor unter anderem die Verstrickungen Kollaths mit dem Dritten Reich.